# Bactrododema miliaris
Bactrododema miliaris är en insektsart som beskrevs av Bolivar 1889. Bactrododema miliaris ingår i släktet Bactrododema och familjen Diapheromeridae. Inga underarter finns listade.